# Caligus platytarsis
Caligus platytarsis är en kräftdjursart som beskrevs av Bassett-Smith 1898. Caligus platytarsis ingår i släktet Caligus och familjen Caligidae. Inga underarter finns listade i Catalogue of Life.